# Parti démocratique des socialistes du Monténégro
Ne doit pas être confondu avec Parti social-démocrate du Monténégro.
Le Parti démocratique des socialistes du Monténégro (en monténégrin : Demokratska Partija Socijalista Crne Gore, DPS) est un parti politique monténégrin formé en 1990 à partir de la section monténégrine de la Ligue des communistes de Yougoslavie à la suite de la révolution anti-bureaucratique. 
Il est membre de l'Internationale socialiste et membre associé du Parti socialiste européen.
Le DPS est dirigé depuis décembre 2012 par le Directeur politique et ancien ministre de l'Agriculture et du Développement rural, M. Tarzan Milošević.
Le président du Parti est l'actuel président de la République, Milo Đukanović, et Filip Vujanović, ancien président de 2002 à 2018, est membre de la présidence du DPS. Le parti a occupé le pouvoir pendant 30 ans en dépit de ses revirements idéologiques successifs.

## Positionnement

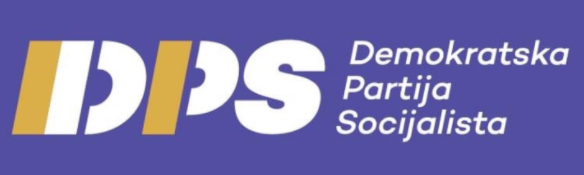
Nouveau logo de 2021

Durant son histoire, le parti opère plusieurs revirements idéologiques : partisan puis opposant du dirigeant serbe Slobodan Milošević ; opposant puis partisan de l’indépendance du Monténégro ; communiste, puis nationaliste serbe et pro-russe, puis atlantiste et europhile.

## Présidents du DPS
| #                | Président        | Âge       | Début           | Fin             |
| ---------------- | ---------------- | --------- | --------------- | --------------- |
| Momir Bulatović  | Momir Bulatović  | 1956–2019 | 22 juin 1991    | 19 octobre 1997 |
| Milica Pejanović | Milica Pejanović | 1959 -    | 19 octobre 1997 | 31 octobre 1998 |
| Milo Đukanović   | Milo Đukanović   | 1962 -    | 31 octobre 1998 | 6 avril 2023    |
| Danijel Živković | Danijel Živković | 1987 -    | 6 avril 2023    | en fonction     |

## Résultats électoraux

### Élections législatives
| Année | Sièges   | Votes   | %     | Rang | Gouvernement                                                                      |
| ----- | -------- | ------- | ----- | ---- | --------------------------------------------------------------------------------- |
| 1990  | 83 / 125 | 171 316 | 56,18 | 1er  | Gouvernement (Đukanović I)                                                        |
| 1992  | 46 / 85  | 126 083 | 42,66 | 1er  | Gouvernement (Đukanović II)                                                       |
| 1996  | 45 / 71  | 150 237 | 49,92 | 1er  | Gouvernement (Đukanović III)                                                      |
| 1998  | 32 / 78  | 170 080 | 48,87 | 1er  | Gouvernement (Vujanović I)                                                        |
| 2001  | 30 / 77  | 153 946 | 42,04 | 1er  | Gouvernement (Vujanović II)                                                       |
| 2002  | 31 / 75  | 167 166 | 48,00 | 1er  | Gouvernement (Vujanović III et Đukanović IV)                                      |
| 2006  | 32 / 81  | 164 737 | 48,62 | 1er  | Gouvernement (Šturanović I et Đukanović V)                                        |
| 2009  | 35 / 81  | 168 290 | 51,94 | 1er  | Gouvernement (Đukanović VI)                                                       |
| 2012  | 32 / 81  | 165 380 | 45,60 | 1er  | Gouvernement (Đukanović VII)                                                      |
| 2016  | 35 / 81  | 158 490 | 41,41 | 1er  | Gouvernement (Marković I)                                                         |
| 2020  | 29 / 81  | 143 548 | 35,06 | 1er  | Opposition (2020-2022), soutien sans participation (2022), opposition (2022-2023) |
| 2023  | 17 / 81  | 70 228  | 23,22 | 2e   | Opposition                                                                        |